# 傅爾泰
傅爾泰（？—？），中國清朝官員，滿洲正白旗人。曾任台灣縣知縣。

## 履歷
傅爾泰為監生出身。乾隆十九年（1754年）擔任台灣府海防補盜同知，次年七月攝彰化縣知縣。同年年底，回任海防補盜同知。乾隆二十一年（1756年）以同知攝理台灣縣知縣。乾隆二十四年（1759年）接替夏昌任延平府知府一职，乾隆二十五年（1760年）由于从濂接任。

## 紀念
今台灣台南仍有「海防分府傅大老爺榮陞據思碑」之石碑古蹟留存。